# 229
Правління імператора Александра Севера у Римській імперії. У Китаї триває період трьох держав, найбільшою державою на території Індії є Кушанська імперія, у Персії править династія Сассанідів.
На території лісостепової України Черняхівська культура. У Північному Причорномор'ї готи й сармати.

## Події
- Сунь Цюань формально проголошує себе ваном держави У.
- Чжуге Лян вирушає у свій третій похід на північ.

## Померли
- Чжао Юнь